# Господа (филм)
Господа (енгл. The Gentlemen) је акциони филм из 2019. године, који је режирао Гај Ричи, а који су написали Ајван Еткинсон, Марн Дејвис и Гај Ричи. Главне улоге у филму играју Метју Маконахеј, Чарли Ханам , Мишел Докери, Еди Марсан, Колин Фарел и Хју Грант. Радња филма прати Микија Пирса, америчког краља марихуане у Енглеској, који жели да се повуче из тог посла, што покреће ланац уцена у покушају да се заузме његова позиција.
Премијера филма је била 3. децембра 2019. године Лондону у  Curzon Mayfair Cinema, а на редовном репертоару у Великој Британији је од 1. јануара 2020. и у Сједињеним Државама од 24. јануара 2020. године. Филм је добио углавном позитивне критике и зарадио преко 118 милиона долара широм света.
Премијера у Србији је била 23. јануара 2020. године.

## Радња
Биг Дејв, уредника таблоида Дејли Принт, ангажује приватног истражитеља Флечера да истражи Пирсонове послове. Флечер нуди да своја открића прода Пирсоновој десној руци Рејмонду за 20 милиона фунти.
Пирсон, рођен у сиромаштву у САД, као стипендиста долази на Универзитет у Оксфорду, где је почео да продаје марихуану привилегованим студентима. Напушта школовање и гради своје криминално царство. Сада планира да прода свој посао америчком милијардеру Матјуу Бергеру за 400 милиона долара како би се могао мирно повући са супругом Розалинд. Пирсон показује Бергеру једну од лабораторија у којем узгаја канабис под имањима аристократских поседника, којима треба новац за одржавање њихових величанствених домова. Помоћник кинеског гангстера Лорд Џорџа, Драј Ај, такође нуди Микију откуп посла, али он то одбија. У Пирсонову лабораторију упадају боксерски аматери, који снимају крађу марихуане и снимак поставе на интернет као рап видео. Тренер боксера, наређује им да обришу снимак и ужаснут кад открије да канабис припада Пирсону.

## Улоге
| Глумац          | Улога           |
| --------------- | --------------- |
| Метју Маконахеј | Мики Пирсон     |
| Чарли Ханам     | Рејмонд         |
| Мишел Докери    | Розалинд Пирсон |
| Хенри Голдинг   | Драј Ај         |
| Џереми Стронг   | Метју Бергер    |
| Еди Марсан      | Биг Дејв        |
| Колин Фарел     | Тренер          |
| Хју Грант       | Флечер          |
| Чиди Ајуфо      | Бани            |
| Џејсон Вонг     | Фак             |
| Британи Ешворт  | Руби            |
| Самјуел Вест    | Лорд Пресфилд   |
| Елиот Самнер    | Лора Пресфилд   |
| Лини Рене       | Џеки            |
| Крис Еванџелоу  | Прајмтајм       |
| Франц Драме     | Бени            |
| Багзи Мелон     | Ерни            |
| Том Ву          | Лорд Џорџ       |

## Продукција
У мају 2018. године најављено је да ће Гај Ричи написати и режирати филм Господа, филм који би био у истом духу као и  претходни Ричијев филмови Две чађаве двоцевке и Снеч. Пројекат је представљен на Канском филмском фестивалу 2018. године, где је Miramax купио права на дистрибуцију. Снимање је требало да почне у октобру. 
У октобру су за главне улоге одабрани Метју Маконахеј, Кејт Бекинсејл, Хенри Голдинг и Хју Грант,
а Џереми Стронг, Џејсон Вонг и Колин Фарел су им се придружили у новембру. Придружила им се и Мишел Докери која је заменила Кејт Бекинсејл.

 
Снимање је почело у новембру 2018. године.

## Критички пријем
На сајту Ротен томејтоуз, филм је добио 73% одобравања  на основу 211 критика, са просечном оценом од 6,35/10. Критични консензус веб странице гласи: „Филм можеда неће донети Гају Ричију нове преобраћенике, али они који су већ на његовој таласној дужини, волеће и овај филм.” На Метакритику, филм је оцењен са просечном оценом 51 од 100, на основу 44 критике, што указује на „мешовите или просечне критике.” Публика коју је испитивао сајт СинемаСкор филму је дала просечну оцену „Б +” на скали од А до Ф, док је на ПостТраку просек 3,5 од 5 звездица, а 48% људи је рекло да би их дефинитивно препоручило.